# Pichação

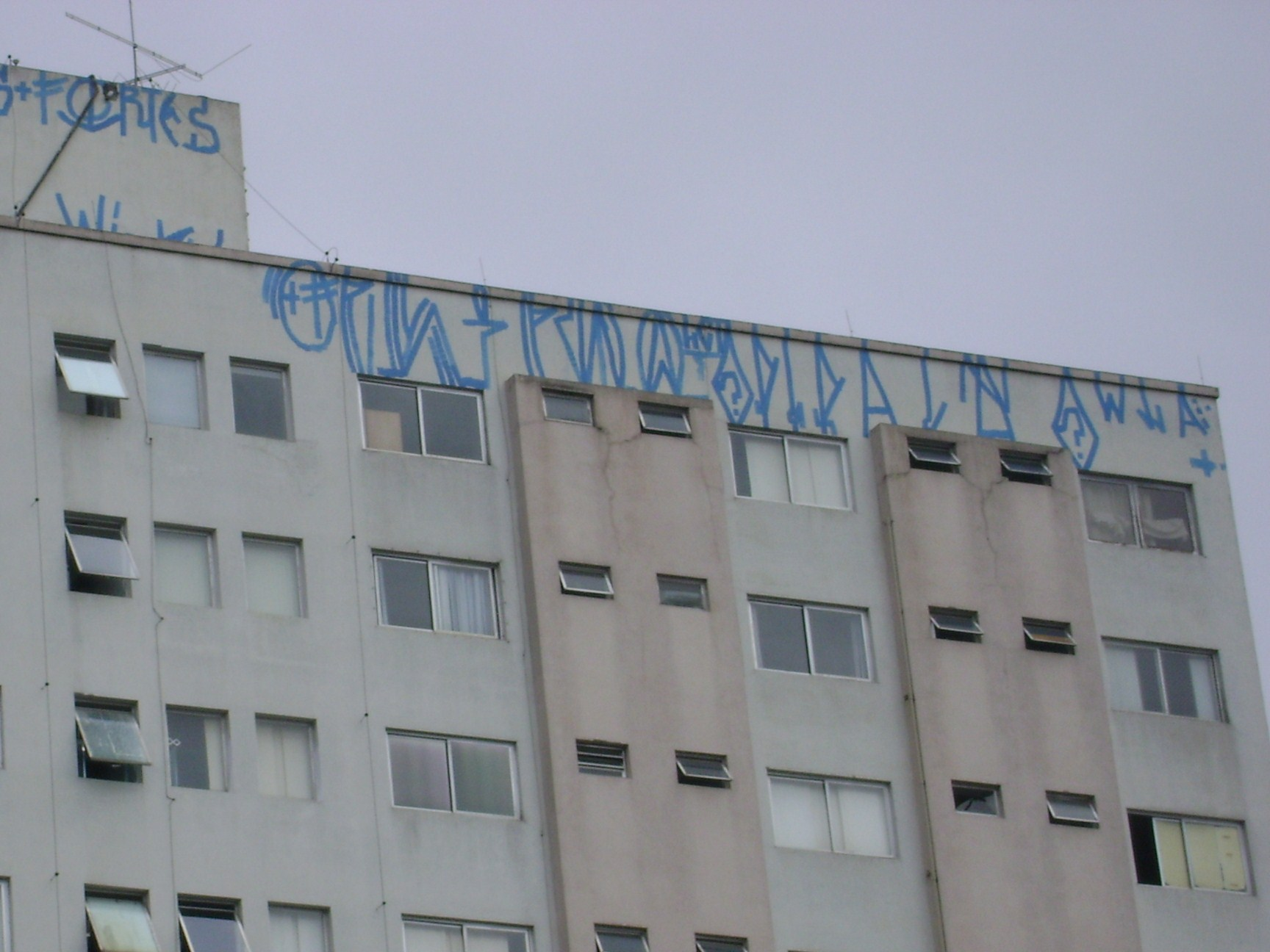
La pichação posee una tipografía única en el mundo. Sus trazados son angulosos y verticales. Guardan cierta simulitud con las runas. Es frecuente ver pichação en el alto de los edificios.

La pichação, a menudo escrito erróneamente como pixação, es una forma de arte visual urbana, realizada de manera ilegal, que nace como tal en São Paulo en los años 1980. Además, utiliza una tipografía única en el mundo.

## Características
La pichação se distingue por dos características especiales: tiene una tipografía peculiar y, por otra parte, se realiza en zonas altas de muy difícil acceso. También se caracteriza por su carácter clandestino, el origen mayoritariamente humilde y marginal de la mayoría de sus practicantes, la ilegibilidad de los caracteres empleados, su peligrosidad (ya que en muchas ocasiones los "pichadores" arriesgan su vida al escalar edificios sin ningún tipo de seguridad) y la polémica que genera la propia pichação, con defensores y detractores dentro del mundo artístico.
La pichação ha inspirado a artistas urbanos brasileños como Os Gêmeos y Nunca (Francisco Rodrigues da Silva). 
Los pichadores se agrupan en "crews", que rivalizan por llegan a los sitios más recónditos e inaccesibles o en llenar el mayor número de espacios con su firma. A diferencia del grafiti convencional, los pichadores llenan las fachadas de los edificios de grafitis, llegando a escalarlos sin ningún tipo de protección, llegando a emplear escaleras humanas.
Buscan en las cornisas superiores o fachadas de los numerosos rascacielos de aquella ciudad los espacios más deseados para sus "pichos". Los pichadores escriben su pseudónimo y el de su grupo. 
A diferencia del grafiti, para el pichador la estética es un valor secundario, hay un privilegio por la palabra (tipografía), en el caso de dibujos o ilustraciones, acostumbran a ser muy simples, próximos a símbolos. Respecto a los colores del mensaje, se suele utilizar un solo color. Otra diferencia fundamental con el grafiti, es que los soportes para la pichação nunca son autorizados o cedidos, son siempre realizados de forma ilegal. Por tanto, los soportes son los más variados posibles, de las paredes de los edificios a monumentos, incluso espacios de la ciudad que tengan especial valor histórico o cultural.
Los pichadores han llegado incluso a pintar sobre murales patrocinados por el ayuntamiento de São Paulo, como protesta contra el arte oficial.
La tipografía de los nombres y los números de los jugadores impresos en las nuevas equipaciones de la selección brasileña y durante una temporada, del Corinthians  están claramente inspiradas en la pichação.

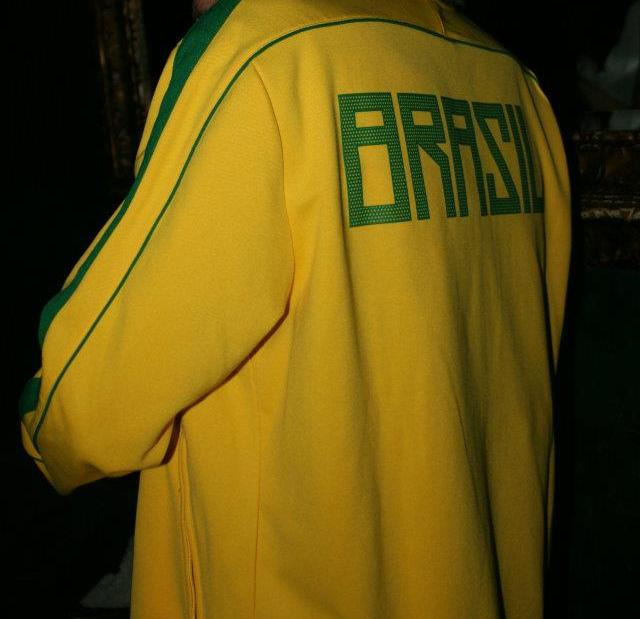
Chaqueta de la selección brasileña. La tipografía de "Brasil" en las nuevas equipaciones de la selección brasileña están claramente inspiradas en la pichação.

## La tipografía

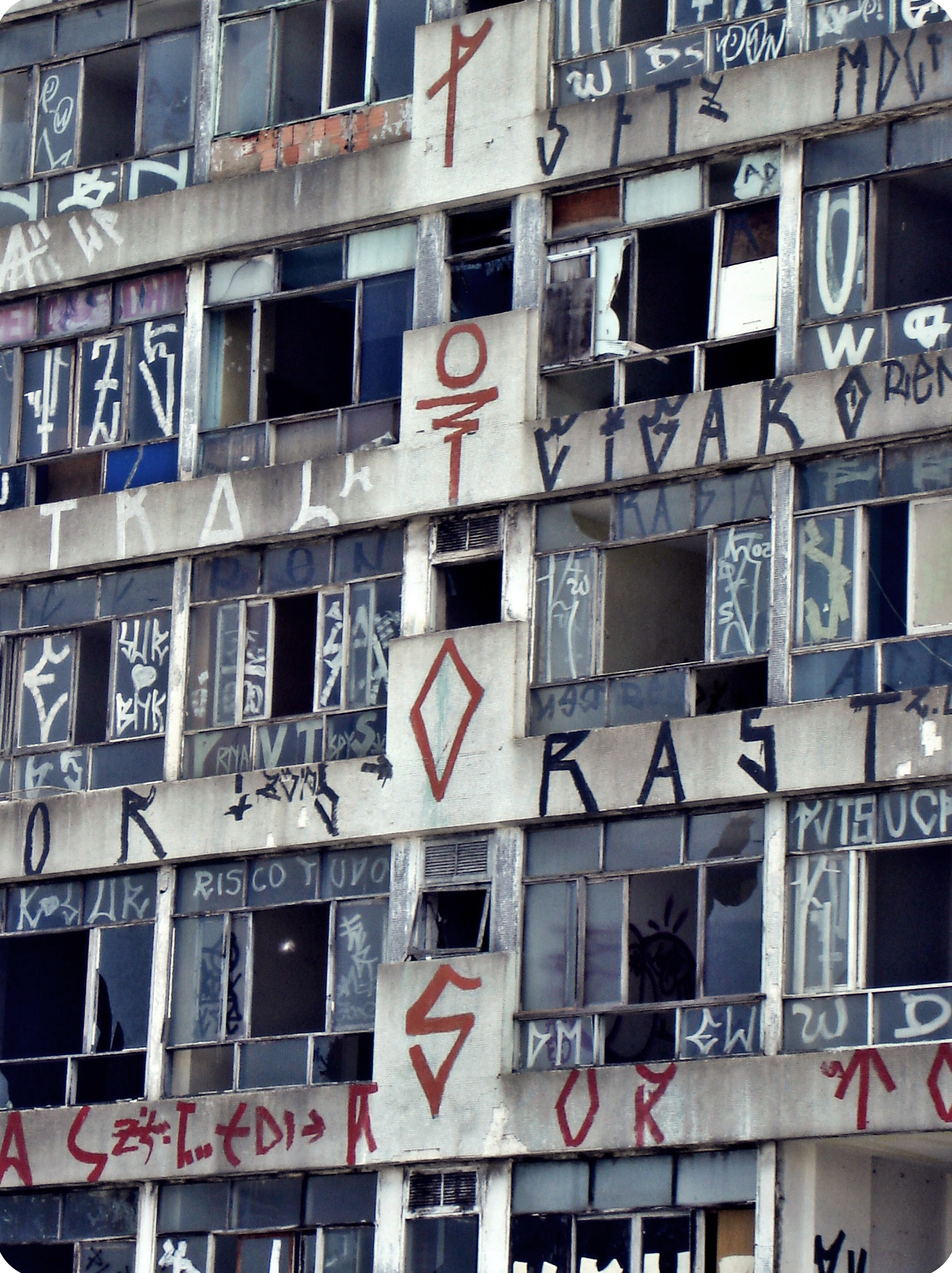
La pichação se ha convertido en un elemento característico del panorama urbano de São Paulo.

Las letras del alfabeto utilizado por los pichadores se caracterizan por un estilo vertical, que nos recuerda a las runas de los antiguos pueblos germánicos, en la que la violencia de los trazos permanece sobre su dimensión plástica. De la misma manera que en los tags, un profano en la materia no es capaz de entenderlos dada su naturaleza ilegible. 
La razón del desarrollo de este alfabeto es debido a las condiciones en las cuales se desarrolla la pichação.
Existen dos elementos básicos que influyen en la formación de la tipografía pichação: la topografía de São Paulo, que tiene un número descomunal de edificios, y los logotipos de las bandas de rock anglosajonas de los 80 como Manowar, que solían utilizar tipografía semejante a la del alfabeto rúnico escandinavo.
Las líneas rectas que forman una serie de ángulos (características de la tipografía de la pichação) tienen que ver con las líneas arquitectónicas de los edificios; así, el mapa de São Paulo pasa a ser una especie de libro de caligrafía gigantesco en el que los pichadores son los encargados de llenar todos los espacios en blanco. Estas líneas rectas de la pichação vienen a romper con la estética graffitera neoyorquina para crear algo nuevo, mucho más relacionado con la arquitectura. La pichação entra a lugares mucho más recónditos que el grafiti y usa todos los espacios disponibles, hasta los últimos pisos de los edificios; es por esto que hoy todavía es posible encontrar hechas veinte años atrás.

## Contexto y motivaciones
La pichação surge en el contexto de São Paulo, megalópolis monstruosa, industrial, con grandes niveles de desigualdad social. En este sentido, son pichadores sienten la necesidad de llamar la atención del individuo entre sus iguales en el contexto de una metrópolis marcada por la deshumanización y alienación de sus habitantes.
Los pichadores, de esta forma buscan expresar un malestar que surge como reacción a la exclusión social. La pichação plantea una crítica a la situación actual del arte en general, en tanto lo acusa de estar más preocupado de lo comercial que de hacer un arte de calidad. De ahí su espíritu confrontacional y desinteresado, que se muestra en bloque, atacando en silencio y sin piedad todo lo que forma parte de la oficialidad.
La pichação puede entenderse como una agresión a los patrones estéticos de las clases acomodadas que aparece en la ciudad como un síntoma de graves problemas sociales característicos de São Paulo (drogas, delincuencia, educación pública deficiente, falta de vivienda y alimentación, etc.) De esta forma los pichadores buscan hacerse notar, de reclamar la atención de un mundo que sistemáticamente los excluye. Por otra parte la competición contra otras "crews" y la adrenalina surgida al escalar edificios es otra de sus motivaciones.

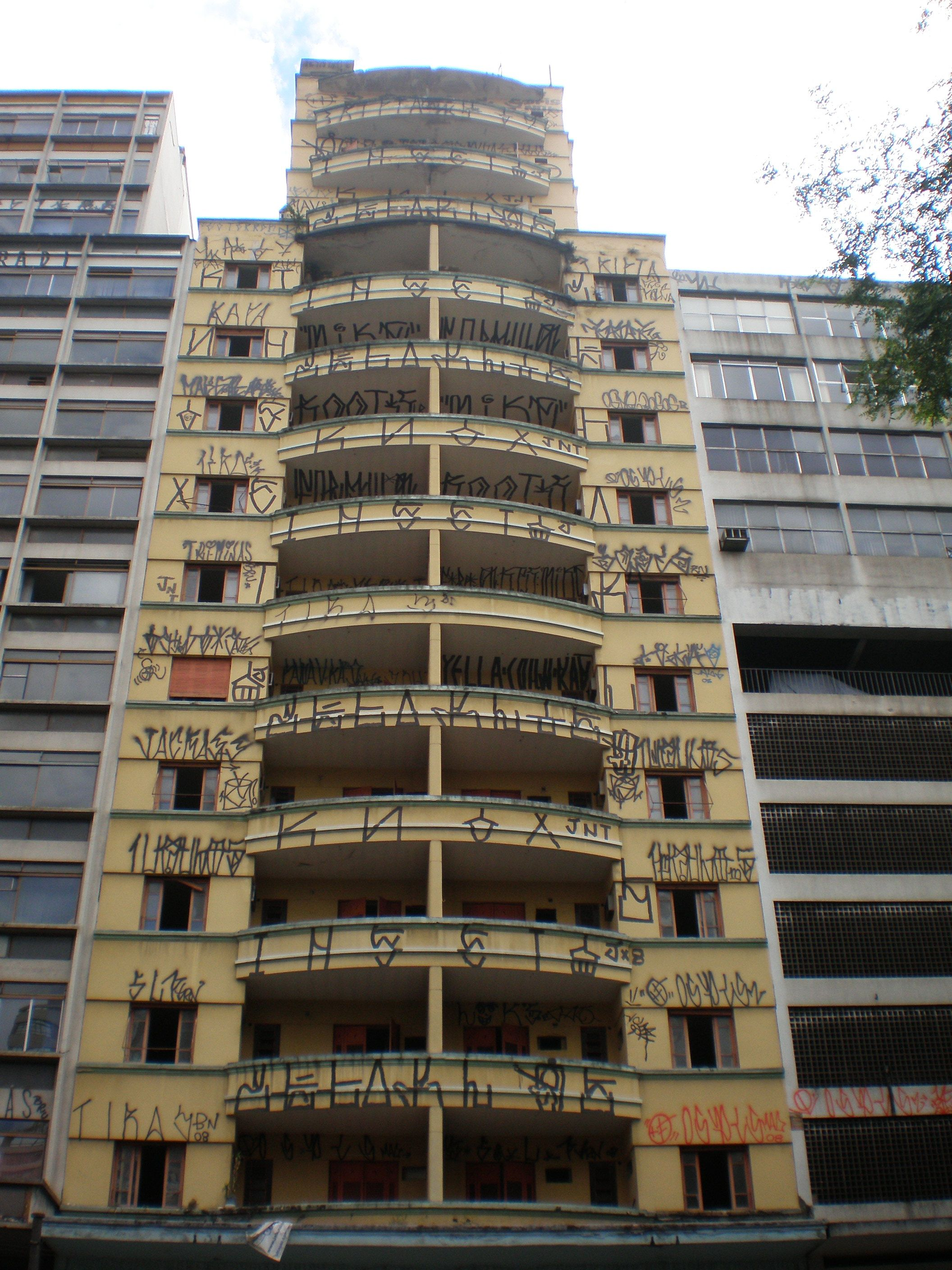
Edificio lleno de pichação en São Paulo. En las zonas más degradadas y marginales de la ciudad, la pichação se hace más frecuente, aunque está presente por toda la ciudad.

## Polémica
Durante la 28a Bienal Internacional de Arte de São Paulo unos 40 jóvenes pichadores aparecieron en el 26 de octubre de 2008, comenzaron a efectuar pichação en las paredes del 2° piso del edificio del pabellón donde se desarrollaba la Bienal. Dicho piso estaba con las paredes en blanco, son obras artísticas, ya que era un espacio teóricamente abierto a intervenciones artísticas libres. Además de las firmas habituales, uno de los jóvenes escribió Abajo la dictadura criticando al arte contemporáneo mainstream.
Una joven, Caroline Pivetta da Mota de 23 anos, estuvo presa por más de 50 días por haber participado en los incidentes.
El hecho generó varias manifestaciones y reactivó la polémica sobre el acceso a la justicia por los más pobres, así como sobre el valor artístico de la pichação en el contexto del arte contemporáneo. 
Mientras que para sus detractores la pichação es simple vandalismo, sus defensores entienden que constituye un fenómeno artístico genuino y único en el mundo. El fenómeno de la pichação, más que aportar luces para una eventual respuesta definitiva, suma interrogantes que agrandan este inmenso e intrincado problema filosófico y social.

## Galería de imágenes

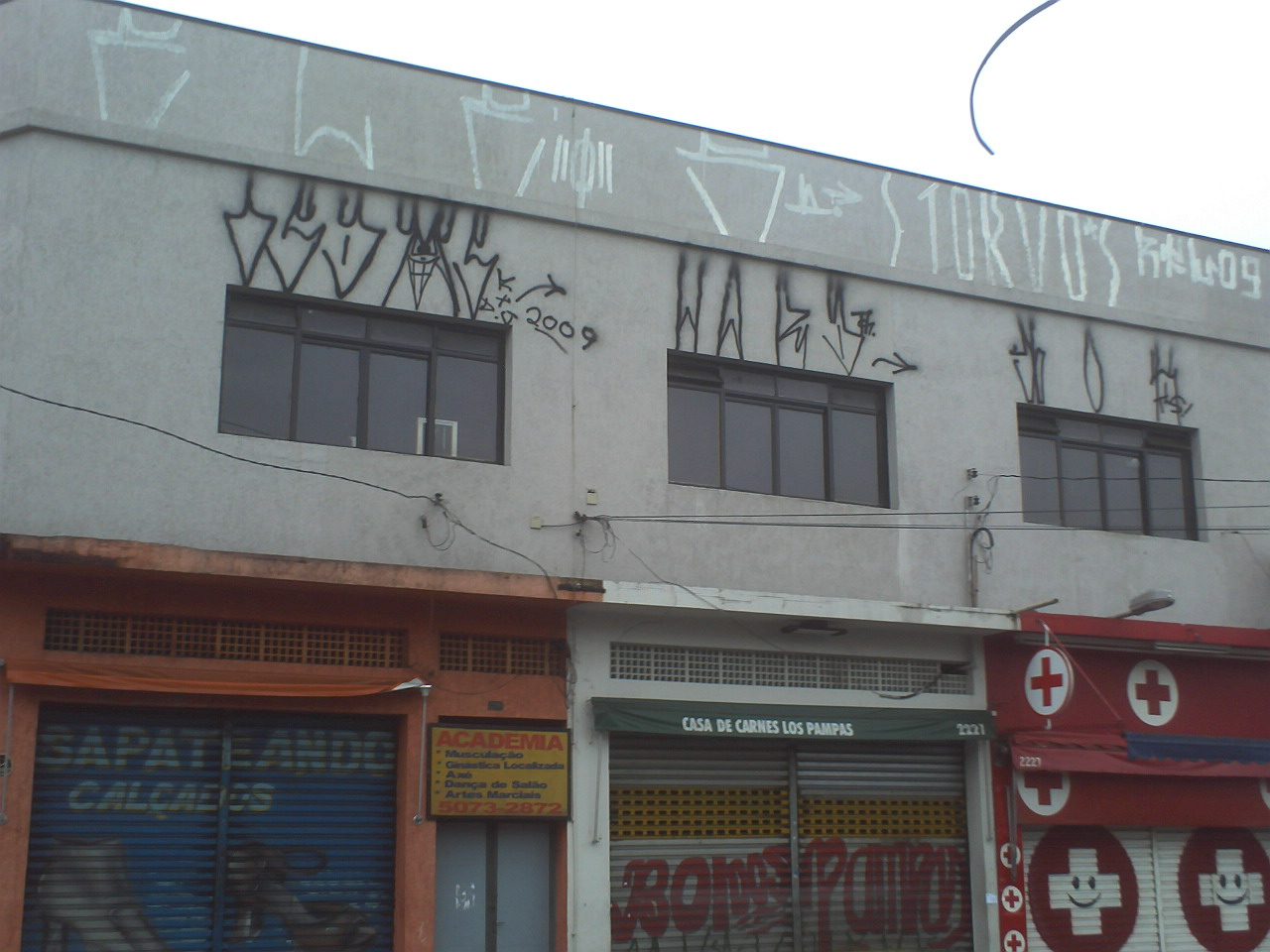
Edificio "pichado"
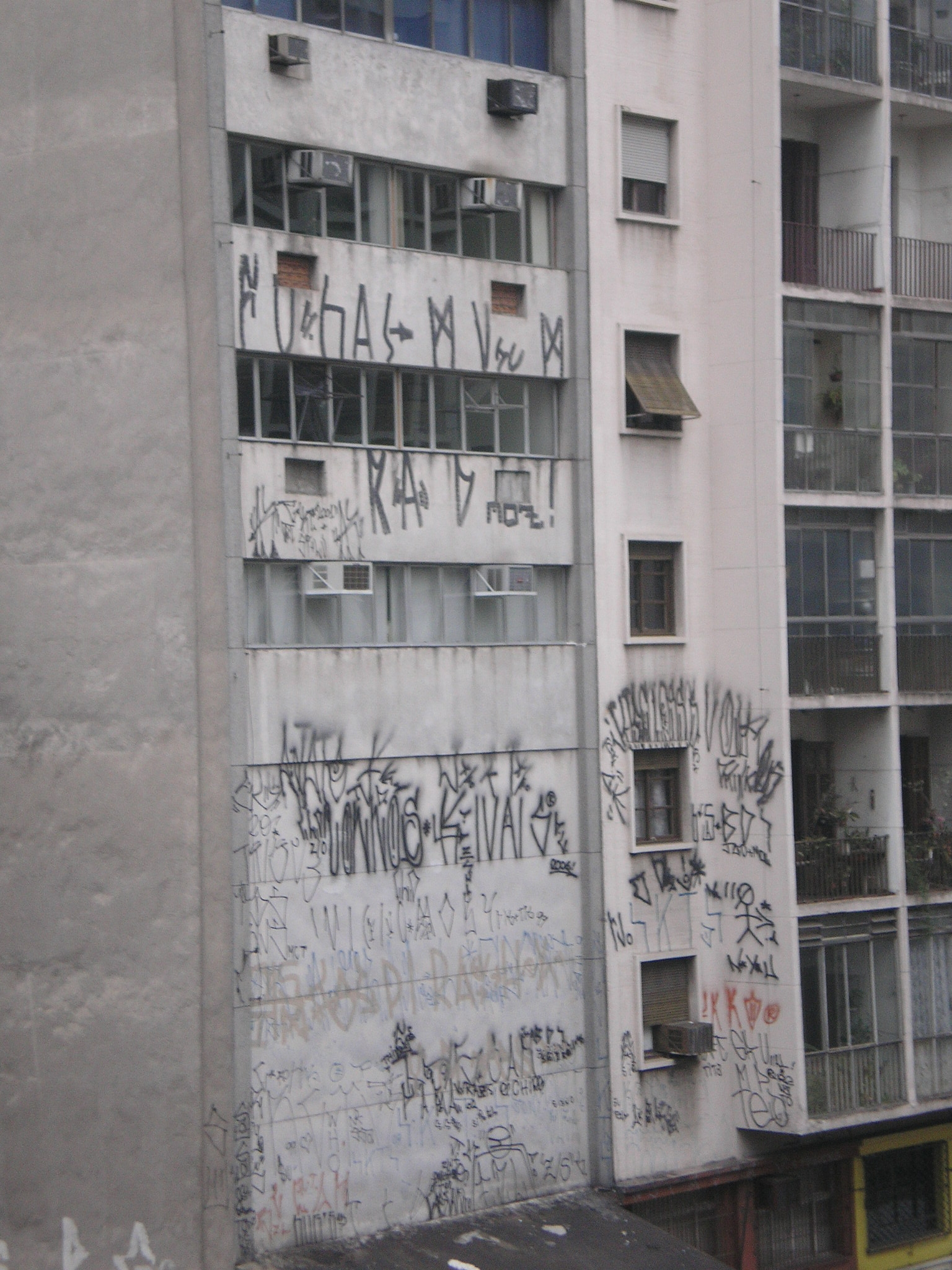
Pichação en São Paulo
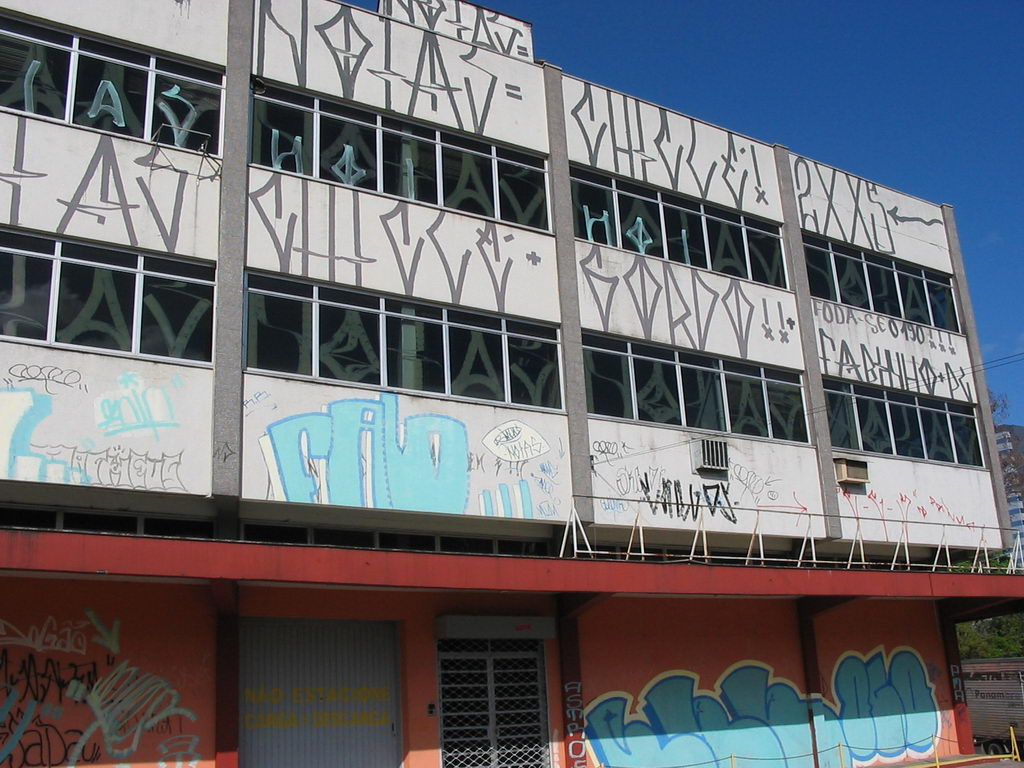
Pichação en São Paulo
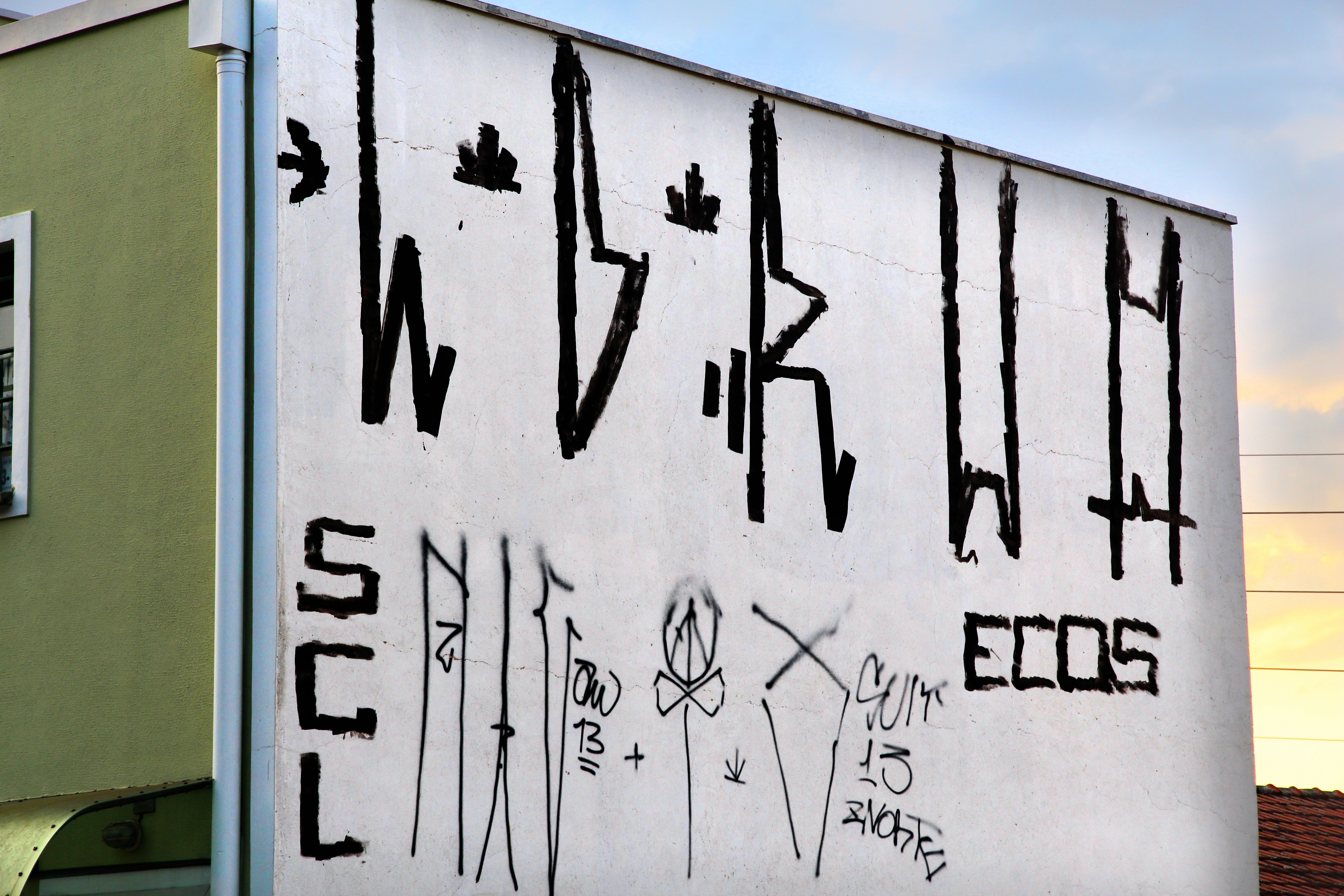
Pichação en Curitiba
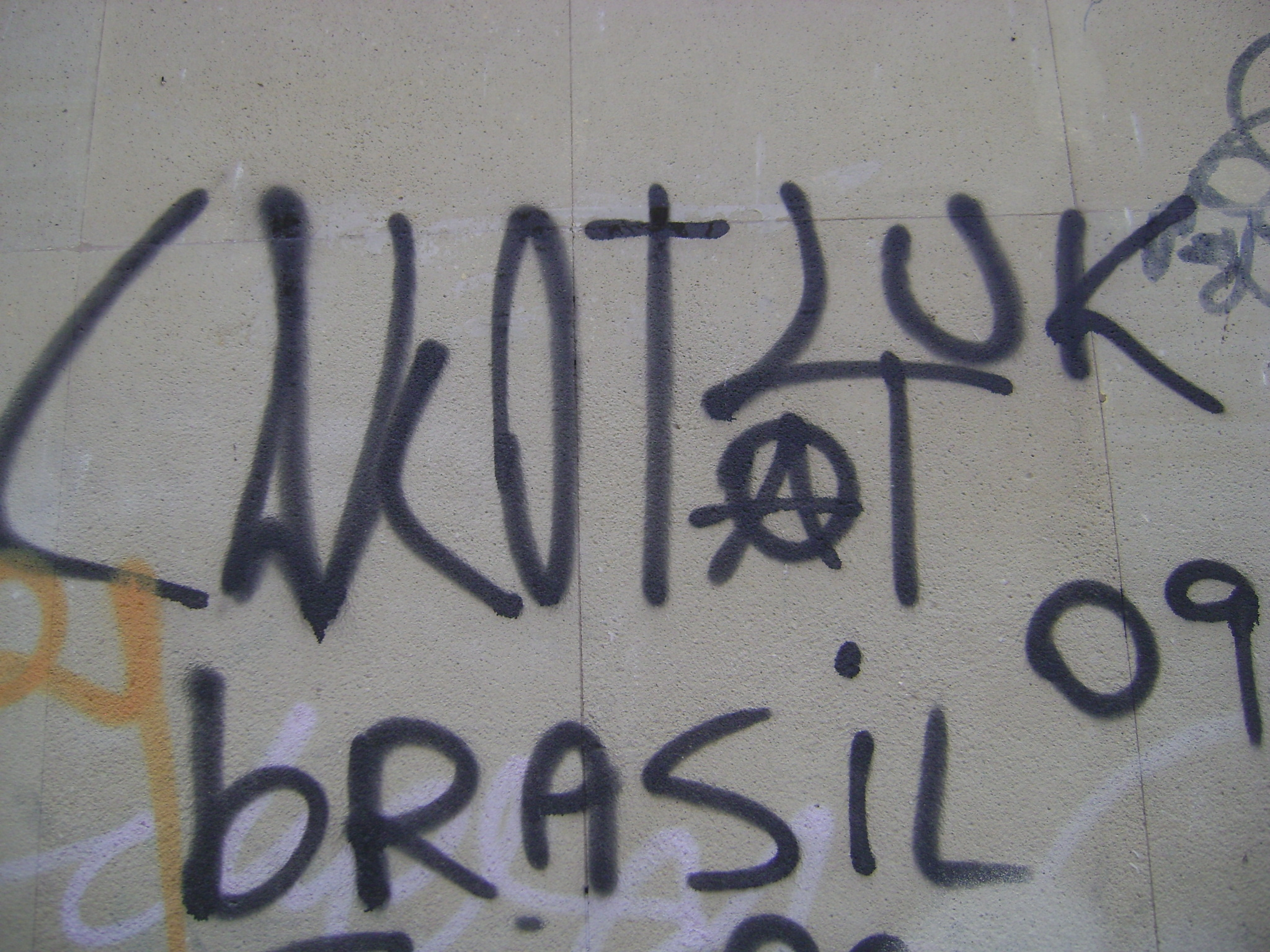
Pichação en Salamanca (España)

## Enlaces
Documental sobre la pichação:  
- https://www.youtube.com/watch?v=7LTSa-FP_5w